# A Kongói Demokratikus Köztársaság vasúti közlekedése
A Kongói Demokratikus Köztársaság vasúthálózatának hossza 4007 km, melyből 3882 km 1067 mm-es nyomtávolságú, 125 km 1000 mm-es nyomtávolságú. A villamosított vasútvonalak hossza 858 km.

## Vasútállomások személyforgalommal
| Állomás neve     | Útvonal(ak)                                                                     |
| ---------------- | ------------------------------------------------------------------------------- |
| Aketi            | Aketi – Bumba Aketi – Isiro                                                     |
| Andoma (Liénart) | Aketi – Isiro                                                                   |
| Bangu            | Kinshasa Est – Matadi                                                           |
| Bukama           | Ilebo – Lubumbashi Kabalo – Lubumbashi                                          |
| Bumba            | Aketi – Bumba                                                                   |
| Demba            | Ilebo – Lubumbashi                                                              |
| Dibaya           | Ilebo – Lubumbashi                                                              |
| Dilolo           | Dilolo – Lubumbashi                                                             |
| Dulia            | Aketi – Isiro                                                                   |
| Guba             | Dilolo – Lubumbashi Ilebo – Lubumbashi Kabalo – Lubumbashi                      |
| Ilebo            | Ilebo – Lubumbashi                                                              |
| Isiro            | Aketi – Isiro                                                                   |
| Kabalo           | Kabalo – Kindu Kabalo – Lubumbashi                                              |
| Kabongo          | Kabalo – Lubumbashi                                                             |
| Kaloko           | Kabalo – Lubumbashi                                                             |
| Kamina           | Ilebo – Lubumbashi Kabalo – Lubumbashi                                          |
| Kananga          | Ilebo – Lubumbashi                                                              |
| Kaniama          | Ilebo – Lubumbashi                                                              |
| Kasaji           | Dilolo – Lubumbashi                                                             |
| Kasese           | Kisangani Gare – Ubundu                                                         |
| Katutu           | Kabalo – Lubumbashi                                                             |
| Kazangulu        | Kinshasa Est – Matadi                                                           |
| Kibamba          | Kabalo – Kindu                                                                  |
| Kibombo          | Kabalo – Kindu                                                                  |
| Kilembo          | Kinshasa Est – Matadi                                                           |
| Kilomètre 82     | Kisangani Gare – Ubundu                                                         |
| Kimiala          | Kinshasa Est – Matadi                                                           |
| Kindu            | Kabalo – Kindu                                                                  |
| Kinshasa Est     | Kinshasa Est – Matadi                                                           |
| Kisangani Gare   | Kisangani Gare – Ubundu                                                         |
| Kisantu          | Kinshasa Est – Matadi                                                           |
| Kolwezi          | Dilolo – Lubumbashi                                                             |
| Komba            | Aketi – Isiro                                                                   |
| Kongolo          | Kabalo – Kindu                                                                  |
| Kuyi             | Kinshasa Est – Matadi                                                           |
| Likasi           | Dilolo – Lubumbashi Ilebo – Lubumbashi Kabalo – Lubumbashi                      |
| Likeri           | Kabalo – Kindu                                                                  |
| Lubudi           | Ilebo – Lubumbashi Kabalo – Lubumbashi                                          |
| Lubumbashi       | Dilolo – Lubumbashi Ilebo – Lubumbashi Kabalo – Lubumbashi Lubumbashi – Sakania |
| Lufu             | Kinshasa Est – Matadi                                                           |
| Luishia          | Dilolo – Lubumbashi Ilebo – Lubumbashi Kabalo – Lubumbashi                      |
| Luputa           | Ilebo – Lubumbashi                                                              |
| Madimba          | Kinshasa Est – Matadi                                                           |
| Malanga          | Kinshasa Est – Matadi                                                           |
| Malela           | Kabalo – Kindu                                                                  |
| Malonga          | Dilolo – Lubumbashi                                                             |
| Matadi           | Kinshasa Est – Matadi                                                           |
| Mokambo          | Lubumbashi – Sakania                                                            |
| Mutshatsha       | Dilolo – Lubumbashi                                                             |
| Mweka            | Ilebo – Lubumbashi                                                              |
| Mwene Ditu       | Ilebo – Lubumbashi                                                              |
| Ngwena           | Kabalo – Lubumbashi                                                             |
| Nsongo           | Kinshasa Est – Matadi                                                           |
| Sakania          | Lubumbashi – Sakania                                                            |
| Samba            | Kabalo – Kindu                                                                  |
| Songololo        | Kinshasa Est – Matadi                                                           |
| Tenke            | Dilolo – Lubumbashi Ilebo – Lubumbashi Kabalo – Lubumbashi                      |
| Ubundu           | Kisangani Gare – Ubundu                                                         |
| Zobia            | Aketi – Isiro                                                                   |
| Zofu             | Kabalo – Lubumbashi                                                             |

## Vasúti kapcsolata más országokkal
- Zambia - igen, azonos nyomtávolság - 1067 mm, az országon keresztül kapcsolat további országokkal: Zimbabwével, Mozambikkal és a Dél-afrikai Köztársasággal.

A következő kapcsolatok jelenleg nem üzemelnek:
- Angola - igen, azonos nyomtávolság - 1067 mm. A kapcsolat Benguela és Lobito kikötőivel az 1970-es évek óta nem üzemel, de lehetséges az újranyitása. Dilolo to Kolwezi.

A következő országokkal van vasúti-hajó kapcsolat:
- Kongói Köztársaság - nincs közvetlen kapcsolat, azonos nyomtávolság - 1067 mm.
- Tanzánia - nincs közvetlen kapcsolat, eltérő nyomtávolság 1000 / 1067 mm

A következő országoknak van vasútjuk, de nincsenek kapcsolatban az országgal:
- Dél-Szudán - nincs, azonos nyomtávolság 1067 mm
- Uganda - nincs, eltérő nyomtávolság: 1067 mm / 1000 mm

A következő országok határosak A Kongói Demokratikus Köztársasággal, de nincs vasútjuk: Közép-Afrikai Köztársaság, Ruanda és Burundi.